# Karline
Karline ist ein weiblicher Vorname. 

## Herkunft und Bedeutung
Karline ist eine Weiterbildung von Karola, welches wiederum eine Ableitung des männlichen Vornamens Karl ist. 

## Bekannte Namensträgerinnen
- Karlīne Štāla (* 1986), lettische Autorennfahrerin

## Quelle
- Margit Eberhard-Wabnitz und Horst Leisering: Knaurs VornamenBuch. Droemersche Verlagsanstalt 1985. ISBN 3-426-26189-8